# Nazionale maschile under 23 di calcio del Qatar
La nazionale di calcio del Qatar Under-23 è la squadra di calcio nazionale che rappresenta il Qatar ai Giochi asiatici ed è posta sotto l'egida della Federazione calcistica del Qatar.

## Risultati

### Giochi asiatici
Dal 2002, il calcio ai giochi asiatici è per squadre Under-23
| Giochi Asiatici | Giochi Asiatici  | Giochi Asiatici | Giochi Asiatici | Giochi Asiatici | Giochi Asiatici | Giochi Asiatici | Giochi Asiatici | Giochi Asiatici |
| Anno            | Round            | PG              | V               | N               | P               | GF              | GS              |                 |
| --------------- | ---------------- | --------------- | --------------- | --------------- | --------------- | --------------- | --------------- | --------------- |
| 2002            | Fase a gironi    | 3               | 1               | 2               | 0               | 13              | 2               |                 |
| 2006            | Campioni         | 6               | 5               | 0               | 1               | 13              | 2               |                 |
| 2010            | Ottavi di finale | 4               | 2               | 1               | 1               | 4               | 2               |                 |
| 2014            | da decidere      | -               | -               | -               | -               | -               | -               |                 |

### Coppa delle Nazioni del Golfo Under-23
| Coppa delle Nazioni del Golfo Under-23 | Coppa delle Nazioni del Golfo Under-23 | Coppa delle Nazioni del Golfo Under-23 | Coppa delle Nazioni del Golfo Under-23 | Coppa delle Nazioni del Golfo Under-23 | Coppa delle Nazioni del Golfo Under-23 | Coppa delle Nazioni del Golfo Under-23 | Coppa delle Nazioni del Golfo Under-23 | Coppa delle Nazioni del Golfo Under-23 |
| Anno                                   | Round                                  | Posizione                              | PG                                     | V                                      | N                                      | P                                      | GF                                     | GS                                     |
| -------------------------------------- | -------------------------------------- | -------------------------------------- | -------------------------------------- | -------------------------------------- | -------------------------------------- | -------------------------------------- | -------------------------------------- | -------------------------------------- |
| 2008                                   | Gruppo Finale                          | 3°                                     | 4                                      | 1                                      | 2                                      | 1                                      | 8                                      | 5                                      |
| 2010                                   | Semi-finali                            | 4°                                     | 4                                      | 0                                      | 2                                      | 2                                      | 2                                      | 6                                      |
| 2011                                   | Semi-finali                            | 4°                                     | 4                                      | 1                                      | 0                                      | 3                                      | 3                                      | 9                                      |

## Convocazioni Recenti
| 1  | P | Salam Fawaz                 | 10 gennaio 1991  |  | Qatar SC   |  |  |  |
| 18 | P | Ahmed Soufiane              | 9 agosto 1990    |  | Al-Wakrah  |  |  |  |
|    |   |                             |                  |  |            |  |  |  |
| 4  | D | Almahdi Ali Mukhtari        | 2 marzo 1992     |  | Al-Sadd    |  |  |  |
| 3  | D | Abdul Ghafoor Murad         | 12 marzo 1989    |  | Al-Rayyan  |  |  |  |
| 5  | D | Mohammed Al Rabeei          | 29 aprile 1990   |  | Qatar SC   |  |  |  |
| 7  | D | Khalid Muftah               | 2 giugno 1992    |  | Al-Duhail  |  |  |  |
| 17 | D | Nasser Nabeel               | 11 febbraio 1990 |  | Al-Sadd    |  |  |  |
|    |   |                             |                  |  |            |  |  |  |
| 6  | C | Abdulaziz Hatem             | 1º gennaio 1985  |  | Al-Arabi   |  |  |  |
| 8  | C | Nasser Khalfan              | 17 ottobre 1993  |  | Al-Arabi   |  |  |  |
| 12 | C | Abdulla Afifa               | 4 maggio 1991    |  | Al-Rayyan  |  |  |  |
| 16 | C | Saleh Al Yazidi             | 10 febbraio 1993 |  | Al-Sadd    |  |  |  |
|    |   |                             |                  |  |            |  |  |  |
| 9  | A | Muayed Hassan Fadli         | 28 gennaio 1992  |  | Al-Gharafa |  |  |  |
| 10 | A | Hassan Al-Haidos (capitano) | 11 dicembre 1990 |  | Al-Sadd    |  |  |  |
| 11 | A | Mohammed Elneel             | 1º gennaio 1991  |  | Al-Rayyan  |  |  |  |
| 13 | A | Ahmed Alaaeldin             | 31 gennaio 1993  |  | Al-Rayyan  |  |  |  |
| 14 | A | Fahad Khalfan               | 23 marzo 1992    |  | Al-Rayyan  |  |  |  |